# Andrena govinda
Andrena govinda är en biart som beskrevs av Warncke 1974. Andrena govinda ingår i släktet sandbin, och familjen grävbin. Inga underarter finns listade i Catalogue of Life.